# Tuvalu történelme
Tuvalu már majdnem 3000 éve lakott terület.
A szigetcsoport történetének dokumentálása Álvaro de Mendaña de Neira látogatásával kezdődött, ugyanis a spanyol navigátor 1568-ban pillantotta meg Nui szigetét, mikor az elveszett sziget, Terra Australis felfedezésén fáradozott. Arent de Peyster (vagy Peyser) 1819-ben, Valparaisóból Indiába tartó útja során fedezte fel Funafutit, a mai központ, Vaiaku helyét. Ezt a területet Ellice csoportnak nevezte el, Edward Elliceről, aki a "Rebeca" nevű hajóval támogatta az utat. A következő reggel De Peyster további 17 szigetet fedezett fel, és az új szigetcsoportot De Peyster szigeteknek nevezte el. Ez volt az első, és végül is a hivatalossá vált neve a szigetcsoportnak.
A Charles Wilkes által vezetett amerikai expedíciós csapata meglátogatott három tuvalui szigetet, és vendégeket fogadott a fedélzeten. A legközelebbi találkozás már nem volt ennyire szívélyes. 1863-ban több száz embert vittek el a déli szigetekről rabszolgának Ezeket az embereket horrorisztikus körülmények között kényszerítették munkára Peru guanobányáiban.
Mikor a Csendes-óceánt a 19. században felosztották, Tuvalu területe a brit érdekeltségi körhöz került. Az Ellice szigeteket egy protektorátus részeként kezelték, 1916 és 1974 között pedig a Gilbert és Ellice része volt.
A második világháború idején több ezer amerikai katona volt a szigeteken. 1942 októberétől az amerikaiak légibázisokat hoztak létre Funafuti, Nanumea és Nukufetau szigeteken. Baráti hangulat jellemezte a helyiek és az ide vezényelt katonák viszonyát.
1974-ben a Gilbert-szigeteken szavazást írtak ki a különválásról és a függetlenedésről. Ennek eredményeként alakult meg Kiribati. Tuvalu a teljes függetlenséget 1978-ban vívta ki. 1979-ben az Egyesült Államokkal barátsági szerződést írt alá, melyben elismerik 3 sziget feletti, addig vitatott rendelkezési jogot.
2002-ben szabad választásokat rendeztek. A 15 képviselőből hatot újraválasztottak. Saufatu Sopoanga lett az ország miniszterelnöke.
Az ország jövedelmező üzlete .tv internetes legfelső szintű tartomány használati jogával való kereskedelem.

## Lásd még
- Tuvalu történelme (angolul)
- Background Note: Tuvalu